# 선동혁
선동혁(宣東赫, 본명: 선문몽, 본명 한자: 宣文夢, 1955년 10월 17일~)은 대한민국의 배우이자 연극인 겸 영화인이고, 1976년에 연극으로 처음 입문했다. 가족관계로는 아내와 사이에 1남(외동 아들)이 있다.

## 생애
1976년 연극배우 첫 데뷔하였고, 1981년 뮤지컬 배우 데뷔하였으며, 이듬해 1982년 KBS 한국방송공사 드라마 《TV문학관 - 산노을》로 정식 연기자 데뷔하였다.
중국무술(3단)과 판소리에 특기가 있는 그는 1998년에 트로트 가수로서 음반 발표를 한 바 있다.

## 학력
- 서울예술전문학교 연극학과 전문학사

## 출연작

### 연극
- 1976년 《금 따는 콩밭》 ... 영식 역(주인공)

### 텔레비전 드라마
- 1982년 KBS1 TV 문학관 《산노을》
- 1983년 KBS1 대하드라마 《개국》 - 목춘 역
- 1985년 KBS1 대하드라마 《새벽》 - 채문식 역
- 1985년 KBS1 일일연속극 《고향》
- 1985년 KBS1 특집드라마 《가시고기》
- 1985년 KBS1 국군의 날 특집드라마 《오성장군 김홍일》
- 1986년 KBS2 일일연속극 《임이여 임일레라》
- 1986년 KBS 서울 아시안 게임 기념 특집드라마 《원효대사》
- 1986년 KBS 문화의 달 특집드라마 《초혼가》
- 1987년 KBS 신년특집 드라마 《원다풍》
- 1987년 KBS TV소설 《영원의 미소》
- 1987년 KBS 대하드라마 《토지》 - 지삼만의 심복 오서방 역
- 1987년 KBS 연말특집 드라마 《월행》
- 1988년 KBS 특집드라마 《따뜻한 남쪽나라》
- 1988년 KBS 일일연속극 《하늘아 하늘아》
- 1989년 KBS 수목드라마 《왕룽일가》
- 1989년 KBS 주말연속극 《달빛가족》
- 1990년 KBS 설날특집 드라마 《바람소리》 - 독대 역
- 1990년 KBS 설날특집 드라마 《추천석뎐》
- 1990년 KBS 6.25 특집드라마 《우리들의 조부님》
- 1990년 KBS 추석특집 드라마 《만석꾼 며느리 뽑기》
- 1991년 KBS 대하드라마 《왕도》
- 1991년 KBS 특집드라마 《할머니의 바구니》
- 1991년 KBS 설날특집 드라마 《춘보뎐》
- 1991년 KBS 추석특집 드라마 《열녀, 지옥에 떨어지다》
- 1992년 KBS 설날특집극 《너의 이름은 효자》
- 1992년 KBS 대하드라마 《삼국기》 - 죽죽 역
- 1993년 KBS 설날특집극 《봉이전》 - 오라비 역
- 1993년 KBS 수목드라마 《비검》
- 1994년 KBS 월화드라마 《한명회》 - 양정 역
- 1994년 KBS 설날특집 드라마 《이선풍 저승 유람》
- 1995년 KBS 월화드라마 《서궁》 - 최명길 역
- 1995년 KBS 대하드라마 《찬란한 여명》 - 유복만 역
- 1996년 KBS 수목드라마 《프로젝트》
- 1996년 KBS 월화드라마 《전설의 고향 - 90년대 시리즈》 - 숫돌바위 편에 출연
- 1996년 KBS 특집드라마 《옛날에 이 길은》
- 1996년 KBS 대하드라마 《용의 눈물》 - 이숙번 역
- 2000년 SBS 주말극장 《왕룽의 대지》
- 2000년 KBS 특별기획드라마 《천둥소리》 - 이이첨 역
- 2002년 KBS TV소설 《인생화보》 - 곰 역
- 2003년 EBS드라마 역사극장 - 《시대를 풍자한 방랑시인 김삿갓》 편 - 김병연(김삿갓) 역
- 2003년 EBS드라마 역사극장 - 《해학과 풍자의 미학, 시인 정수동》 편 - 정지윤(정수동) 역
- 2004년 KBS 대하드라마 《무인시대》 - 노석숭 역
- 2004년 KBS 대하드라마 《불멸의 이순신》 - 맛니응개 역
- 2006년 KBS 대하드라마 《대조영》 - 이적 역
- 2006년 SBS 대하사극 《연개소문》 - 방효태 역
- 2007년 KBS1 단막극 《KBS HDTV 문학관 - 서러워라 잊혀진다는 것은》 - 장희재 역
- 2008년 KBS 대하드라마 《대왕 세종》 - 최윤덕 역
- 2011년 KBS 특별기획 대하드라마 《광개토태왕》 - 계필 역
- 2013년 KBS 특별기획 대하드라마 《대왕의 꿈》 - 유인원 역
- 2014년 KBS 특별기획 대하드라마 《정도전》 - 이지란 역
- 2014년 EBS 《다큐프라임 - 세계문화유산 양동마을 이야기》 - 손엽 역
- 2015년 KBS 특별기획 대하드라마 《징비록》 - 정철 역
- 2015년 KBS 저녁 일일드라마 《우리집 꿀단지》 - 주조 명인 김선생 역
- 2017년 KBS 수목드라마 《김과장》 - 원기옥의 아버지 역
- 2017년 KBS 저녁 일일드라마 《이름 없는 여자》 - 윤기동 역
- 2019년 KBS 저녁 일일드라마 《왼손잡이 아내》 - 정회장 역
- 2021년 KBS 대하드라마 《태종 이방원》 - 이지란 역
- 2023년 KBS2 일일드라마 《비밀의 여자》 - VN 그룹 판 회장 역

### 영화
- 1987년 《북치는 여자》
- 1988년 《황무지》
- 1991년 《괴짜들의 꼴찌 안녕》
- 2002년 《굳세어라 금순아》
- 2016년 《트릭》 - 김기환 역
- 2023년 《그대 어이가리》 - 동혁 / 종렬 / 엔딩 구음 노래 역

### 뮤지컬
- 1996년 《아가씨와 건달들》

### 라디오 프로그램
- 2015년 EBS FM 《EBS 책 읽는 라디오 낭독 시리즈》

### 광고
- 1998년 한화PCS폰 G2 - 용의 눈물1

## 수상 이력
- 1997 KBS 연기대상 조연연기상
- 2021 제42회 파이브 콘티넨츠 국제영화제 장편영화 남우주연상
- 2021 제50회 남부영화 예술아카데미 영화제 장편영화 남우주연상
- 2021 한국 인터넷 기자협회 대중문화상
- 2022 뉴욕 국제독립영화제 남우주연상
- 2022 리치몬드 국제영화제 남우주연상
- 2022 런던 뉴웨이브영화제 남우주연상
- 2022 칸 독립영화제 남우주연상